# مؤسسه پژوهش‌های ریاضی هیلبرون
مؤسسه پژوهش‌های ریاضی هِلیبرون یک مؤسسه پژوهشی بین‌المللی ریاضیات در دانشگاه بریستول است. این مؤسسه، به افتخار نظریه‌پرداز برجسته اعداد، هانس هیلبرون نام‌گذاری شد که بین سال‌های ۱۹۳۴ تا ۱۹۳۵ و ۱۹۴۶ تا ۱۹۶۴ در دانشگاه بریستول کار می‌کرد. مؤسسه پژوهش‌های ریاضی هیلبرون در سال ۲۰۰۵ (میلادی) بنیان‌گذاری شد. این مؤسسه، با ستاد ارتباطات دولت و انجمن دانشگاهی ریاضیات در بریتانیا همکاری می‌کند. مؤسسه پژوهش‌های ریاضی هیلبرون، تشکیلاتی در بریستول، لندن، و منچستر دارد.
ستاد مؤسسه پژوهش‌های ریاضی هیلبرون در ساختمان فرای در دانشگاه بریستول بود که در سپتامبر ۲۰۱۹ به دانشکده ریاضیات آن دانشگاه، جابجا شد.